# سوزان میسنر
سوزان میسنر (انگلیسی: Susan Misner؛ زادهٔ ۸ فوریهٔ ۱۹۷۱) یک بازیگر سینما، و هنرپیشه اهل ایالات متحده آمریکا است.
از فیلم‌ها یا برنامه‌های تلویزیونی که وی در آن نقش داشته است می‌توان به شیکاگو، فراموش شده، ملت ترور، تنر هال اشاره کرد.